# Hypolepis melanochlaena
Hypolepis melanochlaena là một loài thực vật có mạch trong họ Dennstaedtiaceae. Loài này được A.R. Sm. miêu tả khoa học đầu tiên năm 1975.